# Cratere Calais
Calais è un cratere sulla superficie di Febe.